# 車軸カウンタ

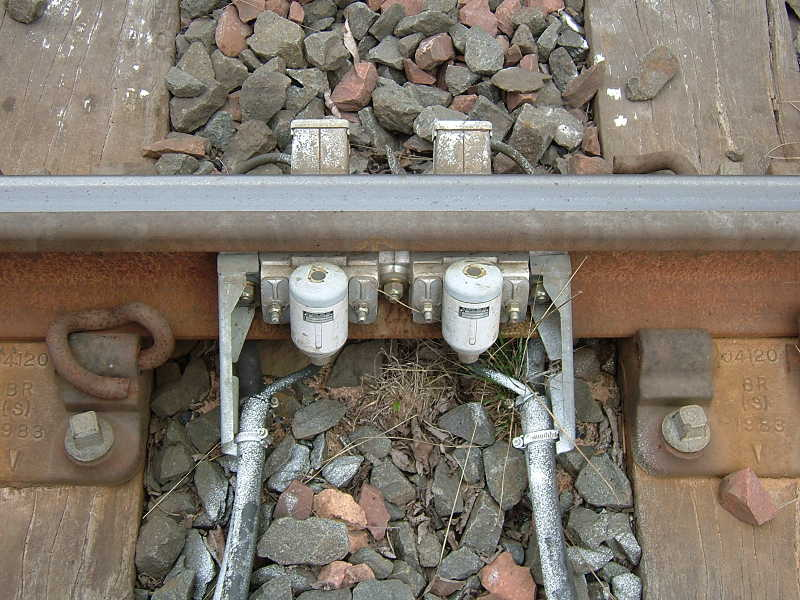
イギリスで用いられている車軸カウンタ

車軸カウンタ（しゃじくカウンタ）とは、鉄道において列車の通過を検知するために用いられる装置である。列車の位置検知装置としては、軌道回路の方がよく用いられているが、車軸カウンタもまた一部で用いられている。
車軸カウンタでは、ある区間の両側にそれぞれ検知装置（検知点）を設置し、車軸が区間始点のトレッドルを通過するたびにカウンタが加算される。区間終点の検知点を列車が通過すると、カウンタが減算される。カウンタの値が差し引きでゼロになっていれば、その区間に列車は在線せず、次の列車の進入ができるということを意味している。
この計算はエバリュエータ（evaluator）という特に安全性に配慮して設計された計算機によって実施される。エバリュエータは主に車軸カウンタ付近に設置される。エバリュエータと検知器はケーブルか通信回線で結ばれており、これによりエバリュエータと検知点をかなり離して設置することも可能になる。これは特に信号装置が集中化されている時に有利であるが、線路に沿って保安装置がそれぞれ設置されている場合にはそれほどメリットではない。

## 長所
車軸カウンタは湿度の高いトンネルなどで用いられる（イギリスのセヴァーントンネルなどが例）。湿度が高い場所では通常の軌道回路は信頼性に欠けるためである。鉄製の枕木を使っているために両側のレール間の絶縁をすることができず、軌道回路を用いることができない場所でも用いられる。軌道回路を使った場合にはいくつもの回路が必要となるような長い区間でも有用である。
ヨーロッパ大陸での車軸カウンタの使用実績によれば、同じ目的に用いられている軌道回路と比べて約5倍の信頼性を達成しているとされる。軌道回路の欠陥でよく列車が遅れる場所では、車軸カウンタの使用によりかなりの改善を達成できる。故障により信号保安装置に頼らずに運転する方式を使用する回数を減らせるため安全にも貢献する。

## 短所
車軸カウンタは、停電などが起きると累計の車軸通過数の記録が消えてしまう。そうした場合には、手動でリセットする必要がある。この手動のリセットが保安装置にミスしやすい人間の要素を含んでしまうことになる。セヴァーントンネルでは、人間が不適切なリセットの取り扱いをしたために事故が発生したことがある。
車軸カウンタをリセットして通常の運用を再開するには、3つの方法がある。
協調リセット（Co-operative reset）
信号技術者と信号扱手が打ち合わせしてカウンタをリセットしてその区間での運転を再開する。この方法がセヴァーントンネル事故の直接原因であった。
予備リセット（Preparatory reset）
車軸カウンタシステムに組み込まれたロジックを利用した方法。リセットしたい区間に列車を低速で進入させて、その列車が区間を出たことを検知するまではその区間を在線であるとみなす。一旦列車が通過することにより、その区間に支障がないことが保証できる。
条件リセット（Conditional reset）
車軸カウンタの検知がリセットしたい区間から出て行く方向であった場合にのみリセットを行う方法。リセットしようとした時にその区間にいた列車は少なくとも区間から外に出たということを保証できる。さらにその区間を防護する信号機は停止現示にされ、続行の列車に低速でその区間を通過させてから運行を回復する。
多くの国でこの3つの方法かその変形が用いられている。人間の操作を必要とするか自動的に処理できるかも場合によって異なっている。

### レールの破損
軌道回路を用いると、列車の位置検知だけではなく破損したレールの検知もでき、これは車軸カウンタでは実現できない機能である。しかし、レールの破損はしばしば軌道回路を隣の区間と絶縁するために用いられる絶縁継ぎ目の付近で起きるものであり、この継ぎ目は車軸カウンタでは必要とされないものであるため、そもそもレールの破損が起きる可能性が低くなっている。